# Sya Plaucoste
Sya Plaucoste, né le 17 juillet 2001, est un joueur français de basket-ball. Il mesure 1,92 m et évolue aux postes d'arrière et d'ailier.

## Carrière
Sya Plaucoste passe 3 ans au Pôle France de basket à l'INSEP, de 2016 à 2019. Il a notamment évolué avec le Centre fédéral lors de sa dernière saison à l'INSEP, compilant 2,7 points, 1,2 rebond en 9 minutes de jeu en moyenne.
À l'issue de ces 3 années, il signe 2 ans en tant qu'aspirant stagiaire dans l'équipe de l'ADA Blois Basket 41, avec laquelle il découvre le championnat de France de Pro B, deuxième division française, mais joue surtout en Nationale 3, division dans laquelle évolue l'équipe réserve.
Le 8 septembre 2019, il est sélectionné avec l'équipe de France 3×3 U18 avec laquelle il remporte la médaille d'argent aux championnats d'Europe en Géorgie, s'inclinant en finale contre la Lituanie (14-21). Il se distingue en étant le deuxième meilleur marqueur de la compétition et en étant sélectionné dans l'équipe-type de celle-ci.
Le 29 décembre 2019, Sya Plaucoste est sélectionné pour participer au concours de dunk du All-Star Game LNB à l'AccorHotel Arena, profitant de plusieurs forfaits. Il termine à la 4e place du concours (et donc la dernière) remporté par D. J. Stephens et réussit notamment un 360 degrés. Cette participation au concours de dunk fait de Sya Plaucoste le 1er représentant de l'ADA Blois Basket 41 au All-Star Game LNB.
En août 2022, il s'engage à Lyon SO basket en NM1 où il fait une saison à 12,3 points de moyenne.